# أكمي (محرر نصوص)
أكمي هو محرر نصوص وغلاف حاسوبي مبني على واجهة مستخدم رسومية قام روب بايك بتصميمه وتطويره للعمل على أنظمة بلان 9 و هو مفتوح المصدر و بمقدوره القيام باستغلال أوامر محرر النصوص سام لتنفيذ الوظائف، وقد تأثر تصميمه بنظام التشغيل أوبيرون و يختلف عن بيئات تحرير النصوص الأخرى بكونه يتصرف كخادم 9-بي ، و يعرف عنه أيضاً أنه يتميز بطريقته الغير مألوفة في واجهة المستخدم حيث يستطيع المستخدمون استغلال أكثر من كبسة (ضغطة) على أزرار الفأرة لتنفيذ مهام معينة.

## نظرة عامة
يمكن للمستخدمين استغلال أكمي كقارئ للبريد الإلكتروني و كقارئ لمقالات الأخبار ويمكن أيضاً استخدامه كواجهة لنظام الملفات المسمى ويكي أف أس، و يعود الفضل باتاحة هذه الوظائف في أكمي إلى المكونات الخارجية التي تتعامل مع أكمي عن طريق واجهة نظام الملفات، و قد قام روب بايك بتسميته بهذا الاسم بعد أن قام بين جيليت باقتراح هذا الاسم عندما التقيا لحضور أحد الأفلام في ساحة تايم سكوير حيث طلب روب اقتراح اسم لمحرر نصوص يستطيع القيام «بكل شيء».

## التصديرات
تم تصدير أكمي للعمل على نظام التشغيل إنفيرنو حيث أصبح أكمي جزءاً تلقائياً من توزيعات النظام، ويستطيع إنفيرنو العمل كبرنامج على أنظمة تشغيل أخرى مما يسمح بتصدير أكمي على معظم أنظمة التشغيل و يشمل ذلك ميكروسوفت ويندوز وجنو/لينكس و هناك مشروع اَخر يحاول الوصو بأكمي ليكون جزءاً مستقلاً عن نظام إنفيرنو ويعمل على أنظمة التشغيل الأخرى دون الحاجة إليه وهذا المشروع يسمى (acme: stand alone complex)

## مستخدمين مميزين
تالياً نعرض قائمة بأهم المستخدمين المميزين لمحرر النصوص أكمي:
- دينيس ريتشي
- روس كوكس.
- و بالتأكيد روب بايك.